# Tjejen som tog hem spelet
Tjejen som tog hem spelet (engelska: Wildcats) är en amerikansk långfilm från 1986 i regi av Michael Ritchie, med Goldie Hawn, Swoosie Kurtz, Robyn Lively och Brandy Gold i rollerna.

## Handling
Molly (Goldie Hawn) är uppfödd med att spela amerikansk fotboll. Hon tränar ett damlag i löpning på en skola men vill egentligen bli tränare åt skolans amerikanska fotbollslag, som nu tränas av en man. För att retas ordnar han ett jobb åt henne som tränare på en skola i slummen.

## Rollista
| Goldie Hawn        | – Molly McGrath            |
| Swoosie Kurtz      | – Verna McGrath            |
| Robyn Lively       | – Alice Needham            |
| Brandy Gold        | – Marian Needham           |
| James Keach        | – Frank Needham            |
| Jan Hooks          | – Stephanie Needham        |
| Bruce McGill       | – Dan Darwell              |
| Nipsey Russell     | – Ben Edwards              |
| Mykelti Williamson | – Levander 'Bird' Williams |
| Tab Thacker        | – Phillip Finch            |
| Wesley Snipes      | – Trumaine                 |
| Jsu Garcia         | – Cerulo                   |
| Woody Harrelson    | – Krushinski               |
| Willie J. Walton   | – Marvel                   |
| Rodney Hill        | – Peanut                   |